# Liste des gouverneurs du mandat des îles du Pacifique
Voici la liste des gouverneurs du mandat des îles du Pacifique, territoire mis sous mandat de la Société des Nations et dont la gestion était confiée à l'empire du Japon. Son centre administratif était situé dans l'actuel Palaos, à Koror.

## Commandants de l'unité de défense intérimaire des îles du Sud
| # | Nom              | Du                | Jusqu'au          |
| - | ---------------- | ----------------- | ----------------- |
| 1 | Tatsuo Matsumura | 28 décembre 1914  | 6 août 1915       |
| 2 | Kichitaro Togo   | 6 août 1915       | 1er décembre 1916 |
| 3 | Masujiro Yoshida | 1er décembre 1916 | 1er décembre 1917 |
| 4 | Yasujiro Nagata  | 1er décembre 1917 | 1er décembre 1919 |
| 5 | Kojoro Nozaki    | 1er décembre 1919 | 1er avril 1922    |

## Chef du bureau des affaires civiles
| # | Nom            | Du               | Jusqu'au       |
| - | -------------- | ---------------- | -------------- |
| 1 | Toshiro Tezuko | 1er juillet 1918 | 1er avril 1922 |

## Gouverneurs
| # | Nom                 | Du                | Jusqu'au          |
| - | ------------------- | ----------------- | ----------------- |
| 1 | Toshiro Tezuko      | 1er avril 1922    | 4 avril 1923      |
| 2 | Gosuke Yokota       | 4 avril 1923      | 11 octobre 1931   |
| 3 | Mitsusada Horiguchi | 12 octobre 1931   | 21 novembre 1931  |
| 4 | Kazuo Tawara        | 21 novembre 1931  | 5 février 1932    |
| 5 | Masayuki Matsuda    | 5 février 1932    | 4 août 1933       |
| 6 | Hisao Hayashi       | 4 août 1933       | 19 septembre 1936 |
| 7 | Kenjiro Kitajima    | 19 septembre 1936 | 9 avril 1940      |
| 8 | Shunsuke Kondo      | 9 avril 1940      | 5 novembre 1943   |
| 9 | Ishiro Hosokaya     | 5 novembre 1943   | 2 février 1944    |

## Source de la traduction
- (en) Cet article est partiellement ou en totalité issu de l’article de Wikipédia en anglais intitulé « Governor of the South Pacific Mandate » (voir la liste des auteurs).